# Derivada exterior
A matemàtiques, l'operador de derivada exterior (o diferencial exterior) de la topologia diferencial, amplia el concepte de l'diferencial d'una funció a formes diferencials d'un grau més alt. Va ser inventat, en la seva forma actual, per Élie Cartan. La derivada exterior d'una forma diferencial de grau k és una forma diferencial de grau k+1. La diferenciació exterior satisfà tres propietats importants:
- Linealitat

- La regla del producte falca

{\displaystyle D(\omega \wedge \eta )=d\omega \wedge \eta +(-1)^{{\rm {deg\,}}\omega }(\omega \wedge d\eta )}
- {\displaystyle D^{2}=0\,}, una fórmula que codifica la igualtat de les derivades parcials creuades, de manera que sempre: {\displaystyle d(d(\omega ))=0\,}, per a qualsevol forma {\displaystyle \omega }

Pot ser demostrat que la derivada exterior està determinada unívocament per aquestes propietats i la seva coincidència amb el diferencial en 0-formes (funcions).
Els casos especials de la diferenciació exterior corresponen als operadors diferencials familiars del càlcul vectorial al llarg d'aquestes línies que el diferencial correspon a gradient. Per exemple, a l'espai euclidià tridimensional, la derivada exterior d'una 1-forma correspon al rotacional i la derivada exterior de 2-formes correspon a la divergència. Aquesta correspondència mostra més d'una dotzena de fórmules del càlcul vectorial com a casos especials de les tres regles esmentades de la diferenciació exterior. L'nucli de l'operador {\displaystyle d\,} consisteix en les  formes tancades , i la imatge en les  formes exactes  (cf. diferencials exactes).